# Onthophagus waminda
Onthophagus waminda là một loài bọ cánh cứng trong họ Bọ hung (Scarabaeidae).